# 1966.
◄ | 19. stoljeće | 20. stoljeće | 21. stoljeće | ►
◄ | 1930-ih | 1940-ih | 1950-ih | 1960-ih | 1970-ih | 1980-ih | 1990-ih | ►
◄◄ | ◄ | 1963. | 1964. | 1965. | 1966. | 1967. | 1968. | 1969. | ► | ►►
Arhitektura • Astronautika • Astronomija • Biologija • Film • Fotografija • Glazba • Kazalište • Kemija • Kiparstvo • Knjige • Književnost • Kršćanstvo • Meteorologija • Medicina • Planinarstvo • Politika • Pravo • Promet • Slikarstvo • Strip • Šport • Televizija • Znanost • Zrakoplovstvo • Željeznički promet

## Događaji
- 6. rujna –  U parlamentu u Capetownu žrtvom atentata postao je južnoafrički premijer Hendrik Frensch Verwoerd.
- 11. kolovoza – Okončan Indonezijsko-malezijski sukob malezijskom pobjedom i indonezijskim priznanjem malezijske države.

### Glazba
- 1. travnja – David Bowie (David Jones, promijenio ime kako bi izbjegao miješanje s pjevačem Monkeesa), objavljuje singl »Do Anything You Say«. Singl ne stiže na top ljestvice. Iste večeri sastav The Move (Roy Wood, Carl Wayne, Bev Bevan) nastupa prvi puta u klubu "The Marquee" u Londonu. Ubrzo počinju sa stalnim nastupom ali zbog svog neprimjerenog i divljeg nastupa (dimne bombe, pirotehnika, uništavanje televizora sjekirama i drugo), dobivaju otkaz, a na njihovo mjesto dolazi sastav The Who[1]
- 16. prosinca – The Jimi Hendrix Experience u Velikoj Britaniji objavljuju debitantski singl »Hey Joe« (B-strana "Stone Free")

## Rođenja
- Blaženka Kos, hrvatska iseljenička pjesnikinja

### Siječanj – ožujak
- 1. siječnja – Tihomir Orešković, 11. predsjednik Vlade Republike Hrvatske
- 6. siječnja – Zvonimir Mršić, hrvatski političar
- 13. siječnja – Patrick Dempsey, američki glumac
- 16. siječnja – Boris Mirković, hrvatski glumac i televizijski voditelj
- 18. veljače – Zoran Begić, bosanskohercegovački pjevač
- 20. veljače – Perica Bukić, hrvatski vaterpolist i političar
- 24. veljače – Billy Zane, američki glumac
- 2. ožujka – José Boto, portugalski nogometni trener
- 3. ožujka – Fernando Colunga, meksički glumac
- 26. ožujka – Michael Imperioli, američki glumac

### Travanj – lipanj
- 8. travnja – Robin Wright Penn, američka glumica
- 11. travnja – Lisa Stansfield, britanska glumica i pjevačica
- 16. travnja – Jasna Đuričić, srpska glumica
- 11. svibnja – Christoph Schneider, njemački glazbenik
- 26. svibnja – Helena Bonham Carter, britanska glumica
- 18. travnja – Ksenija Marinković, hrvatska glumica
- 28. travnja – Too Short, američki hip-hoper

### Srpanj – rujan
- 5. srpnja – Mirna Berend, hrvatska televizijska voditeljica
- 9. srpnja – Robert Ferlin,  hrvatski televizijski i radijski voditelj
- 12. srpnja – Sabine Moussier, meksička glumica
- 14. srpnja – Matthew Fox, američki glumac
- 7. kolovoza – Jimmy Wales, predsjednik i osnivač Wikimedijine zaklade
- 11. kolovoza – Luke Perry, američki glumac
- 14. kolovoza – Halle Berry, američka glumica
- 2. rujna – Salma Hayek, meksičko-američka glumica, redateljica i producentica
- 2. rujna – Tuc Watkins, američki glumac
- 9. rujna – Adam Sandler, američki glumac, komičar i scenarist
- 13. rujna – Filip Šovagović, hrvatski glumac
- 14. rujna – Nikola Jurčević, hrvatski nogometaš
- 14. rujna – Iztok Puc, slovensko-hrvatski rukometni reprezentativac († 2011.)

### Listopad – prosinac
- 8. listopada – Karyn Parsons, američka glumica
- 26. listopada – Zlatko Dalić, izbornik hrvatske nogometne reprezentacije
- 26. listopada – Tonči Matulić, hrvatski teolog
- 27. listopada – Marko Perković Thompson, hrvatski glazbenik
- 30. listopada – Zoran Milanović, hrvatski političar
- 2. studenog – Dubravko Šimenc, hrvatski vaterpolist
- 2. studenog – David Schwimmer, američki glumac
- 16. studenog – Christian Lorenz, njemački glazbenik
- 19. studenog – Jason Scott Lee, američki glumac i majstor borilačkih vještina
- 10. prosinca – Tomislav Grahovac, hrvatski odvjetnik i sportski djelatnik
- 12. prosinca – Nenad Bakić, hrvatski poduzetnik
- 20. prosinca – Ed de Goey, nizozemski vratar
- 27. prosinca – Jasna Horvat, hrvatska književnica i znanstvenica

### Nepoznat datum rođenja
- Davor Lešić, hrvatski operni pjevač

## Smrti

### Siječanj – ožujak
- 1. veljače – Hedda Hopper, američka glumica i novinarka (* 1885.)
- 1. veljače – Buster Keaton, američki redatelj i glumac (* 1895.)
- 13. veljače – Elio Vittorini, talijanski književnik (* 1908.)
- 19. ožujka – Marta Pospišil-Griff, hrvatska operna pjevačica (* 1892.)

### Travanj – lipanj
- 23. travnja – George Ohsawa, japanski filozof i makrobiotičar (* 1893.)
- 20. lipnja – Georges Lemaître, belgijski svećenik i znanstvenik (* 1894.)

### Srpanj – rujan
- 9. srpnja – Marija Petković, hrvatska časna sestra (* 1892.)
- 23. srpnja – Montgomery Clift, američki glumac (* 1920.)

### Listopad – prosinac
- 2. studenog – Peter Joseph William Debye, nizozemski fizičar i kemičar, dobitnik Nobelove nagrade za kemiju (* 1884.)
- 23. studenog – Grigor Vitez, hrvatski pjesnik, dječji pisac, prevoditelj (* 1911.)
- 15. prosinca – Walt Disney, američki crtač animiranog filma i producent  (* 1901.)

## Nobelova nagrada za 1966. godinu
- Fizika: Alfred Kastler
- Kemija: Robert Sanderson Mulliken
- Fiziologija i medicina: Peyton Rous i Charles Brenton Huggins
- Književnost: Samuel Agnon i Nelly Sachs
- Mir: nije dodijeljena

## Vanjske poveznice
|  | Zajednički poslužitelj ima još gradiva o temi 1966. |